# Annemarie Avramidis
Annemarie Avramidis (* 4. Oktober 1939 in Wien; † 10. März 2013 ebenda) war eine österreichische Bildhauerin und Dichterin.

## Leben
Annemarie Avramidis wurde am 4. Oktober 1939 in Wien als Tochter des Juristen Alfred Persche und der Töpferin Eva Morocutti geboren.
Nach Besuch der Kunstgewerbeschule in Graz ab 1954 ging sie 1957 an die Sommerakademie zu Oskar Kokoschka nach Salzburg. Zwischen 1958 und 1962 studierte sie an der Akademie der bildenden Künste in Wien bei Fritz Wotruba und besuchte zusätzlich den Abendakt bei Herbert Boeckl.
1962 heiratete sie ihren Mitstudenten Joannis Avramidis. Beider Tochter ist die Malerin Julia Avramidis (* 1969).
Christa Lichtenstern schreibt im Umschlagtext der Monographie (2005): „In der gegenwärtigen Neubewertung figurativer Kunst behaupten sich die Skulpturen und Zeichnungen von Annemarie Avramidis mit einer nur ihr eigenen Reinheit und Strenge. Von der Bauart der archaischen Kuroi fasziniert, vermag sie deren Metrik und Strahlkraft auf völlig eigenständige Weise nahezukommen. Dank ihrer souveränen Steinbehandlung bewahren sich ihre Torsi, Gruppen und Köpfe eine zarte, gleichsam griechische Lebenshülle und darin das Glück einer heute noch tragfähigen, frappanten Anmut.“
Am 10. März 2013 verstarb Annemarie Avramidis in Wien. Sie wurde am Wiener Zentralfriedhof bestattet.

## Ausstellungen
- 1974: Galerie am Rabensteig, Wien[5]
- 1979: Neue Galerie, Wien
- 1983: Galerie Würthle, Wien
- 1984: Bawag-Foundation, Wien
- 1985: Palais Auersperg, Wien
- 1985: Akademie der bildenden Künste Wien, Hommage an Wotruba
- 1986: Burg Lockenhaus
- 1988: Skulptur im Treptauer Park, Berlin
- 1989: Palais Wittgenstein, Hommage an Ludwig Wittgenstein
- 1991: Museum Bozen, Arte Moderna Figur in Wien
- 1996: Rupertinum, Salzburg
- 1999: Mumm-Akademie, Eltville
- 1999: Künstlerhaus Concordia Villa Wassermann, Bamberg
- 2000: Museum Heilbronn, Köpfe eines Jahrzehnts

## Werke in Museen und Sammlungen
- Albertina (Wien)[6]
- Rupertinum, Salzburg
- Museum Heilbronn
- Gemeinde Wien
- Sammlung Dichand, Wien
- Sammlung Breicha, Salzburg
- Sammlung Brusberg, Berlin
- Kasser Mochary Foundation, Montclair NJ

## Lyrik
- Annemarie Avramidis: Nein, ich werde nicht schweigen. Gedichte. Verlag Fränkischer Tag, Bamberg 2004